# Come far saltare un oleodotto
Come far saltare un oleodotto: imparare a combattere in un mondo che brucia (titolo originale: How to Blow Up a Pipeline: Learning to Fight in a World on Fire) è un saggio dell'accademico e attivista svedese Andreas Malm, pubblicato nel 2020 in francese dalla casa editrice La Fabrique e nel 2021 in inglese da Verso Books. Nel libro, che costituisce un vero e proprio un manifesto di ecologia politica, Malm difende la necessità del sabotaggio come forma di attivismo climatico, criticando sia il pacifismo all'interno del movimento climatico sia il "fatalismo climatico" al fuori di esso. Dal libro è stato adattato il film How to Blow Up a Pipeline, diretto da Daniel Goldhaber e uscito nel 2022.
La traduzione in italiano, intitolata Come far saltare un oleodotto, è stata pubblicata nel 2022 dalla casa editrice Ponte alle Grazie.

## Contenuto
Il libro è suddiviso in tre capitoli, intitolati rispettivamente Imparare dalle lotte del passato, Rompere l'incantesimo e Guerra alla disperazione, ai quali si aggiunge una prefazione. Nell'arco di queste tre sezioni del suo testo, Malm difende una radicalizzazione della lotta e delle modalità d'azione contro la crisi climatica, nonché l'idea che un certo tipo di azione violenta possa essere legittima nel contesto delle azioni militanti ambientaliste.

### Capitolo 1.Imparare dalle lotte del passato

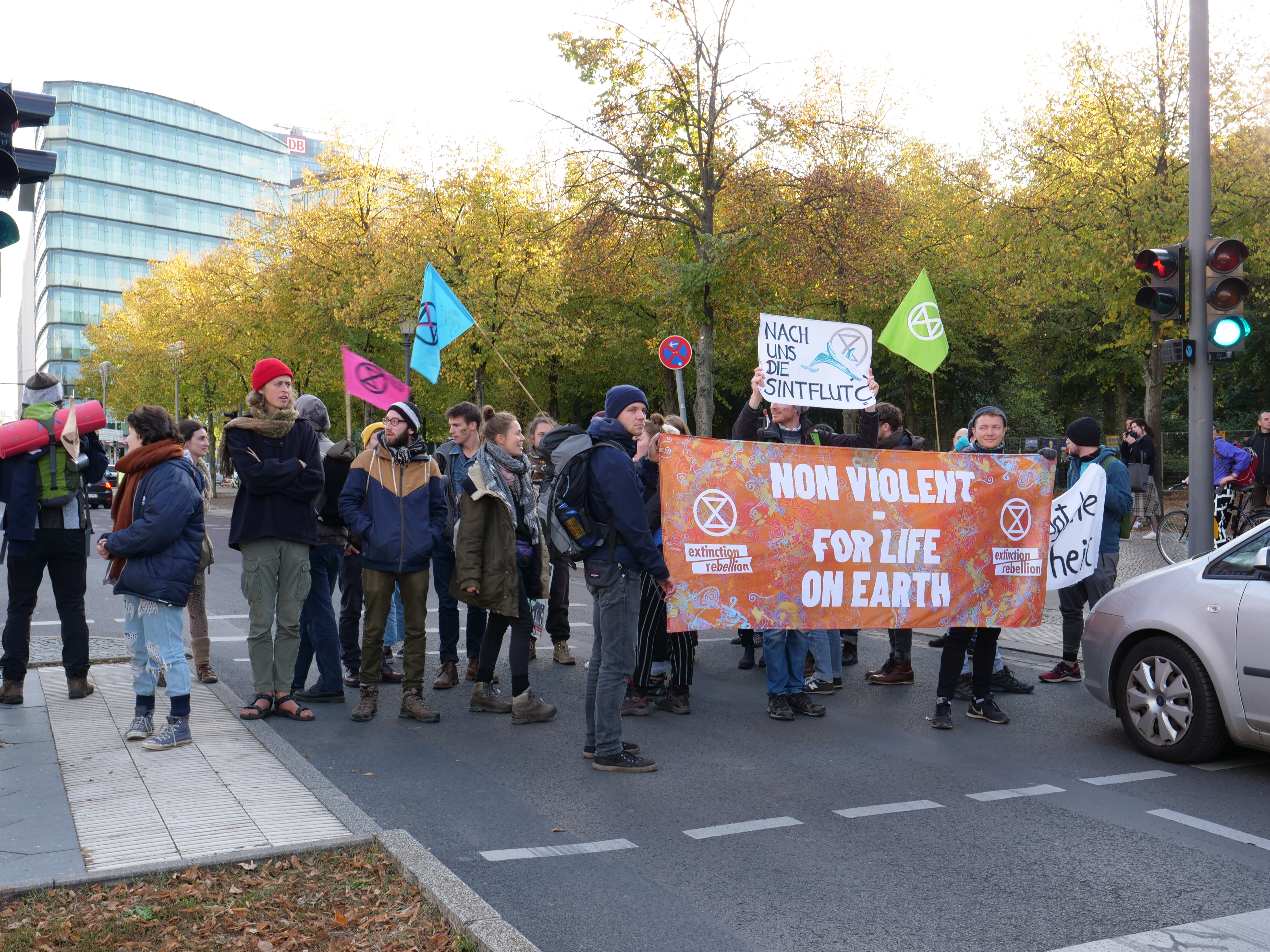
I manifestanti di Extinction Rebellion mentre reggono uno striscione che recita «Non violent - For life on Earth» (ottobre 2019)

Nel primo capitolo, Malm descrive una manifestazione alla quale partecipò prima della Conferenza ONU sui cambiamenti climatici (COP1) del 1996. Egli si chiede se non sia possibile fare un "salto di qualità" nel militantismo ecologico, dal momento che i movimenti per il clima degli ultimi decenni sono rimasti fermi ai propositi di mettere in atto una "nonviolenza assoluta" e di evitare la distruzione della proprietà privata, i quali avrebbero notevolmente ridotto il loro impatto. A tal proposito, Malm rileva altresì il fallimento delle ondate di azioni ambientali nonviolente che, a partire dalla metà degli anni 2000, hanno avuto come obiettivo la richiesta di riduzione delle emissioni di gas serra.
Richiamandosi tuttavia alle prassi militanti messe in atto in occasione delle mobilitazioni contro la schiavitù, contro la colonizzazione o contro l'apartheid in Sud Africa, l'autore di How to Blow Up a Pipeline sottolinea come tali movimenti si servissero, a volte anche involontariamente, di tattiche di confronto diretto e non necessariamente pacifico con le strutture di potere. Egli critica quello che definisce come "pacifismo morale" contemporaneo, ovvero l'attitudine di ignorare la possibilità di servirsi della violenza per ragioni difensive, sostenendo che il "pacifismo strategico" in un contesto militante, propugnato da Bill McKibben e da Extinction Rebellion, sia privo di fondamento storico. Illustrando l'applicazione della cosiddetta "teoria dei fianchi radicali" (Radical flank effect) nel quadro del movimento per i diritti civili negli Stati Uniti, Malm si chiede dunque se esistano davvero delle ragioni convincenti per credere che «la lotta contro i combustibili fossili [...] avrà successo soltanto se regnerà la calma assoluta».

### Capitolo 2.Rompere l'incantesimo
Nel secondo capitolo, Malm afferma che, dal momento che le classi dirigenti non sembrano essere intenzionate a implementare cambiamenti strutturali sufficienti per combattere la crisi climatica, i movimenti per il clima dovrebbero sabotare i dispositivi che producono gas serra al fine di scoraggiare nuovi investimenti in tali infrastrutture. Con riferimento a un rapporto del 2005 del Pipeline and Gas Journal che descrive le condutture come «molto facili da sabotare», Malm afferma che esiste un «lunga e importante tradizione di sabotaggio delle infrastrutture legate ai combustibili fossili», riferendosi a numerosi casi occorsi in Sud Africa durante l'apartheid, in Palestina durante il conflitto israelo-palestinese, in Nigeria o in Egitto. Egli si chiede perché azioni come queste non vengano intraprese per scopi climatici, attribuendo le ragioni di tale assenza a una «scomparsa generale della politica rivoluzionaria» e a una «politicizzazione insufficiente della crisi climatica». L'autore di How to Blow Up a Pipeline caratterizza la distruzione della proprietà come un tipo di violenza, ma afferma anche che «dobbiamo insistere sul fatto che essa è diversa dalla violenza che colpisce in faccia un essere umano (o un animale)», sostenendo al contrario che è la violenza «che incide sulle condizioni materiali necessarie alla sussistenza» a dover essere considerata come una violenza contro le persone.

### Capitolo 3.Guerra alla disperazione

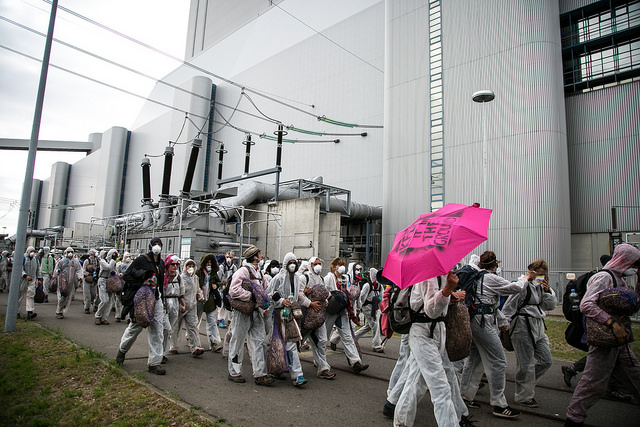
Gli attivisti di Ende Gelände in azione alla centrale termoelettrica Schwarze Pumpe (2016)

Nel terzo e ultimo capitolo, Malm si oppone ad alcuni critici dell'attivismo climatico collettivo quali Jonathan Franzen e Roy Scranton: costoro sarebbero accomunati da quella che potrebbe essere definita come «reificazione della disperazione», il che, secondo lui, è «una risposta emotiva alla crisi che è assolutamente comprensibile, ma inutilizzabile per fornire una risposta politica». L'autore di How to Blow Up a Pipeline descrive infine quanto accaduto in occasione del blocco della centrale termoelettrica Schwarze Pumpe (Brandeburgo), atto di disobbedienza civile organizzato da Ende Gelände nel 2016 al quale partecipò in prima persona: egli sottolinea come, all'epoca, politici e media descrissero l'azione come violenta semplicemente perché gli attivisti ruppero le recinzioni.

## Pubblicazione

### Edizioni
- (FR) Andreas Malm, Comment saboter un pipeline, traduzione di Étienne Dobenesque, Paris, La Fabrique, 2020, ISBN 9782358721950.
- (EN) Andreas Malm, How to Blow Up a Pipeline: Learning to Fight in a World on Fire, London-New York, Verso Books, 2021, ISBN 9781839760259.
- Andreas Malm, Come far saltare un oleodotto: imparare a combattere in un mondo che brucia, traduzione di Vincenzo Ostuni, Firenze, Ponte alle Grazie, 2022, ISBN 9788833316017.

### Copertina
La copertina dell'edizione in inglese di How to Blow Up a Pipeline, disegnata da Chantal Jahchan, compare nella lista delle dodici migliori copertine di libri del 2021, stilata da Matt Dorfman, direttore artistico del New York Times Book Review. È stata inoltre nominata da The Bookseller come una delle migliori copertine di gennaio 2021.

## Accoglienza
Il giornalista Wen Stephenson elogia il libro sulla Los Angeles Review of Books, descrivendo l'approccio di Malm come «erudito e, soprattutto, moralmente serio» e affermando che il suo libro smantella metodicamente la teoria della "nonviolenza strategica". Sostiene di aspettarsi che il libro venga liquidato da molti come marginale o pericoloso, ma descrive tale potenziale rifiuto come «un errore molto grave». Sempre sulla Los Angeles Review of Books, Scott W. Stern scrive che Malm «presenta un argomento morale convincente a favore della necessità dell'escalation» della lotta alla crisi climatica, giudicando il libro come «appassionato, potente, profondamente imperfetto e profondamente necessario» e dichiarando che esso «può entusiasmare alcuni lettori, irritare altri, convincere altri ancora e allontanare molti, ma è improbabile che qualcuno lo dimentichi».

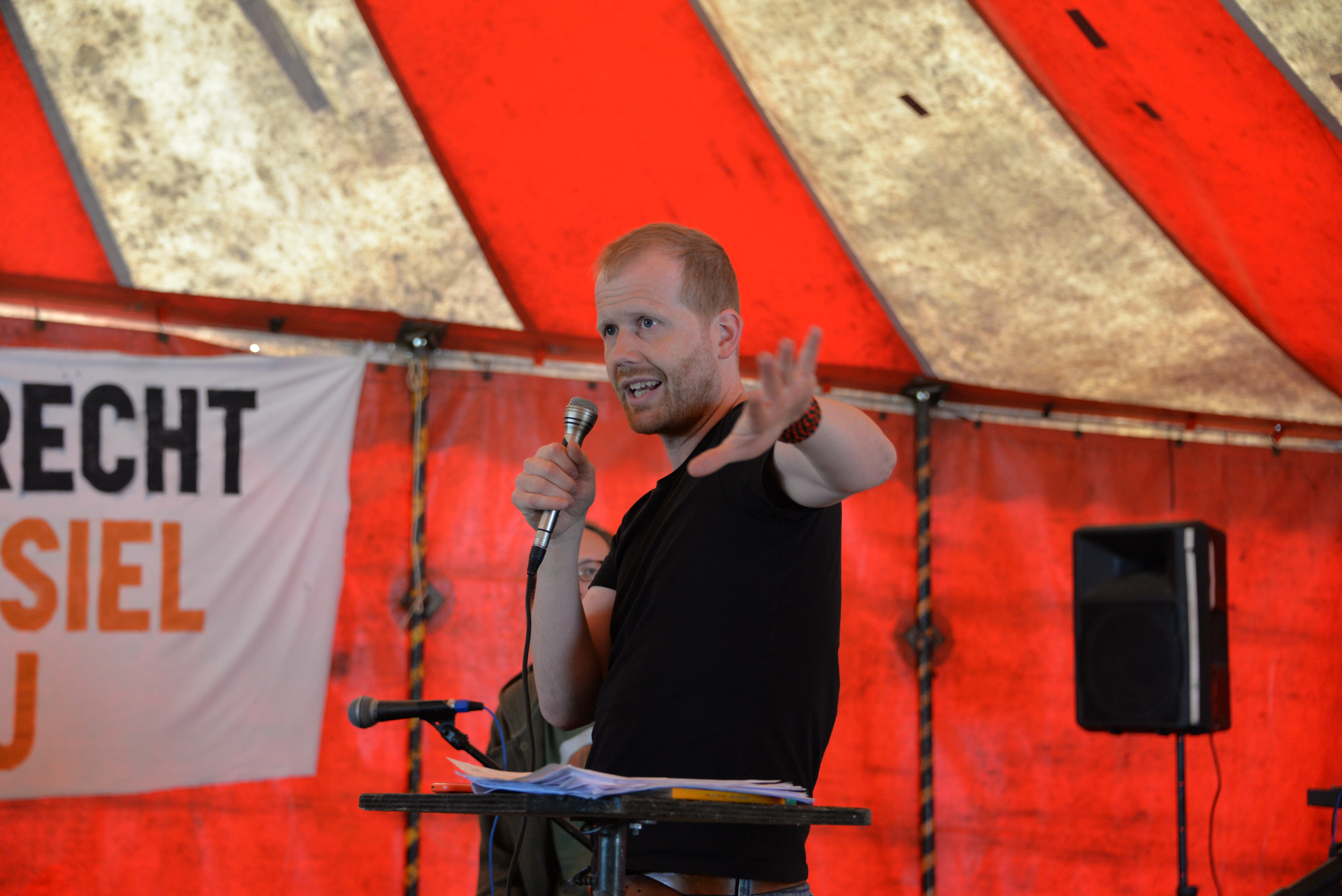
L'autore Andreas Malm in occasione di un evento organizzato da Code Rood a Groninga (2018)

Tim DeChristopher dichiara sulla rivista YES! che How to Blow Up a Pipeline «offre un esempio umile e sottile di come il sabotaggio delle infrastrutture e dei macchinari per i combustibili fossili possa essere sinergico e complementare a un movimento in gran parte incentrato sulla mobilitazione non violenta di massa». DeChristopher critica tuttavia il libro per non aver spiegato «come evitare l'associazione con un atto criminale di violenza contro gli esseri umani se una parte significativa del movimento dovesse abbandonare l'impegno per la nonviolenza», ma saluta «l'analisi in sei punti di Malm sul perché le emissioni di lusso sono l'obiettivo più strategico e simbolicamente importante», descrivendolo come «così convincente che è difficile leggere questo libro senza sognare di sabotare i jet privati degli ultra-ricchi». A suo avviso, infine, uno dei contributi più importanti di How to Blow Up a Pipeline consisterebbe nel suo «capitolo finale, in cui Malm si oppone alla convinzione che sia troppo tardi per l'attivismo climatico».
In un editoriale pubblicato sul New York Times, Ezra Klein sostiene che «un titolo più adeguato sarebbe stato Why Blow Up a Pipeline», immaginando allo stesso tempo la possibile risposta di Malm: «perché nient'altro ha funzionato». Scrivendo che Malm è «poco convincente» nel rispondere alla questione «se far saltare in aria degli oleodotti funzioni qui e ora», Klein afferma che il sabotaggio avrebbe probabilmente conseguenze politiche, tra cui l'incarcerazione di attivisti climatici e la repressione politica. In The New Republic, Benjamin Kunkel si avvicina alla posizione di Ezra Klein, scrivendo che il libro «non spiega tanto come far saltare in aria un oleodotto, quanto perché farlo» e affermando che l'argomentazione di Malm «provoca alcune naturali obiezioni». Tuttavia, alla fine egli si mostra d'accordo con la posizione complessiva dell'autore.
Parlando dell'etica dell'ecoterrorismo descritto nel suo romanzo Il ministero per il futuro, l'autore di fantascienza statunitense Kim Stanley Robinson afferma a World Today di credere personalmente nella nonviolenza: egli suggerisce tuttavia che How to Blow Up a Pipeline sia un buon libro per riflettere sulla questione, dal momento che «traccia una distinzione [...] tra sabotaggio, violenza contro la proprietà o distruzione di un bene da un lato, e attacchi fisici contro le persone dall'altro».

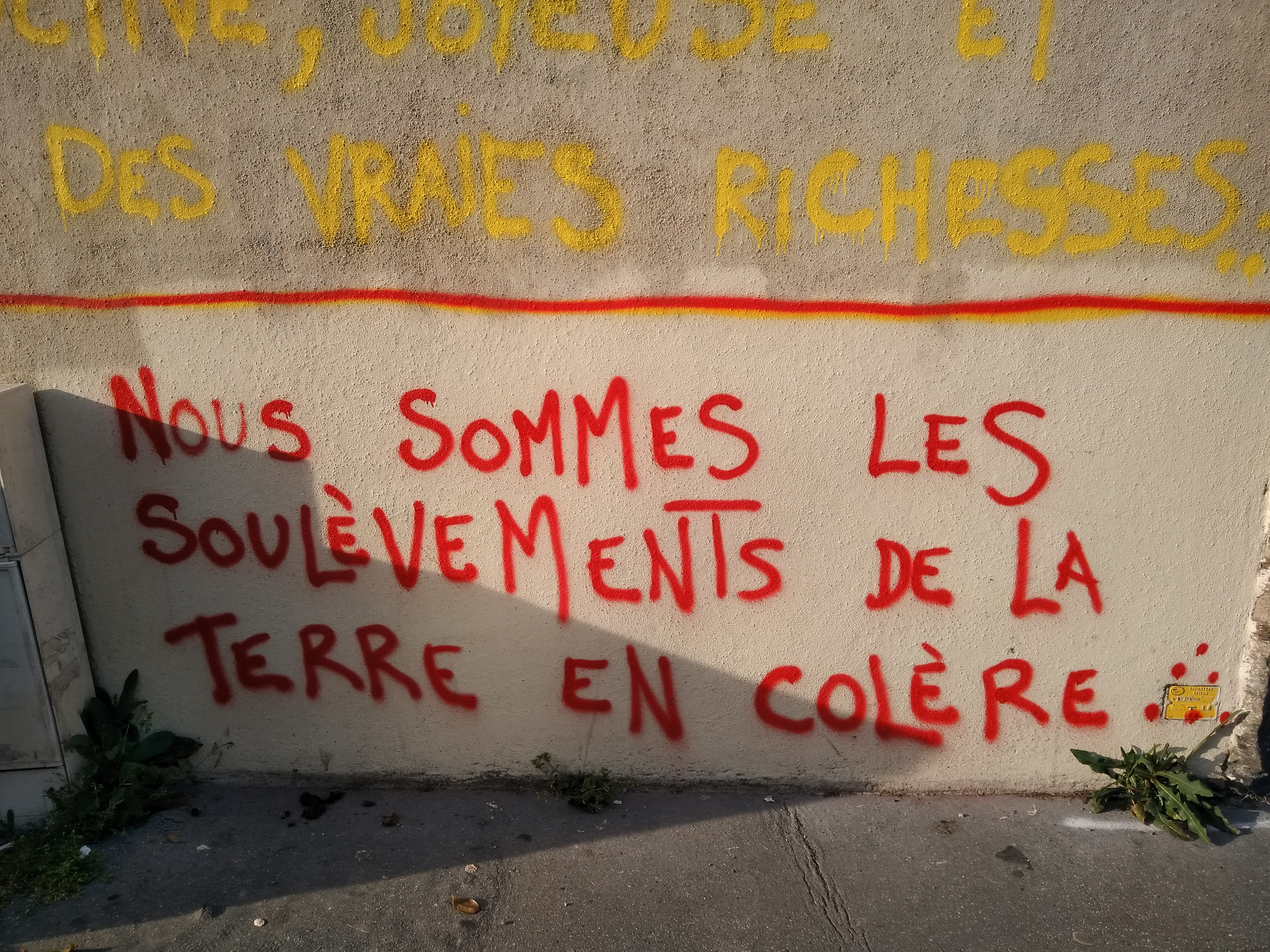
Graffiti in sostegno del movimento Les Soulèvements de la Terre (Nantes, inizio aprile 2023)

Tyre Extinguisher, un gruppo di azione ambientale diretta attivo in 17 paesi, noto per aver iniziato a sgonfiare i pneumatici dei SUV nel marzo 2022 come parte di un'azione di protesta sul clima, afferma di aver tratto ispirazione dalle tesi di How to Blow Up a Pipeline. Malm definisce le azioni del gruppo come un «sabotaggio estremamente pacifico e gentile», aggiungendo che «chiunque può sgonfiare un SUV: è praticamente un gioco da ragazzi. Non richiede alcuna organizzazione formale, leadership, finanziamenti, non richiede strumenti diversi da ghiaia, fagioli o lenticchie verdi. Data la natura infinitamente ripetibile dell'azione – sabotaggio come meme –, il suo potenziale nel rendere il possesso di SUV meno pratico e attraente non può essere ignorato».
Nel 2023 l'opera è stata citata nel decreto di scioglimento del movimento Les Soulèvements de la Terre da parte del ministro dell'interno francese Gérald Darmanin, episodio che ha causato un forte aumento delle vendite del libro. In tale contesto la casa editrice La Fabrique, che ha pubblicato la traduzione in francese del libro, ha denunciato a Libération «le nuove forme di censura, gli attacchi alle libertà e le misure intimidatorie che gravano sulle case editrici».
Il libro è stato adattato in un film statunitense di genere thriller, anch'esso intitolato How to Blow Up a Pipeline nella sua versione originale, diretto da Daniel Goldhaber e interpretato principalmente da Ariela Barer, Jordan Sjol e dallo stesso Goldhaber. La pellicola è incentrata sulla vicenda di un gruppo di otto ragazzi che decidono di far saltare in aria un oleodotto. Il film è stato inserito come parte del programma Platform Prize al Toronto International Film Festival del 2022: dopo la sua proiezione in anteprima, Neon, casa di produzione e distribuzione di film indipendenti statunitensi, ne ha acquisito i diritti di distribuzione in Nord America, proiettandolo nelle sale negli Stati Uniti a partire dal 7 aprile 2023.